# Oedipina ignea
Espèce
Statut de conservation UICN

 DD  : Données insuffisantes
Oedipina ignea est une espèce d'urodèles de la famille des Plethodontidae.

## Répartition
Cette espèce est endémique de l'Amérique centrale. Elle se rencontre entre 1 000 et 2 000 m d'altitude :
- dans le sud-ouest du Guatemala ;
- dans le sud-ouest du Honduras.

Sa présence est incertaine au Salvador.

## Étymologie
Le nom spécifique ignea vient du latin igneus, de feu, en référence au lieu de sa découverte, le Volcán de Fuego, littéralement le volcan de feu.

## Publication originale
- Stuart, 1952 : Some new amphibians from Guatemala. Proceedings of the Biological Society of Washington, vol. 65, p. 1-12 (texte intégral).